# 1911年國會法令
《1911年國會法令》（英語：Parliament Act 1911；1 & 2 Geo.5 c. 13）是英國國會的一項憲制性法令，規定西敏宫上下兩院之間部分關係。1949年國會法令指出1911年和1949年法令可同時引稱為《1911及1949年國會法令》，簡稱《國會法令》。
1909年，上議院違背傳統，否決下議院的人民預算，下院繼而尋求透過法律確定主導上院。1910年1月的國會選舉，自由黨勝出並取得民意授權，令上議院最終通過有關預算案。及後下議院提出《國會法令》，避免預算案再次遇到阻滯，但由於此法令同樣適用於愛爾蘭自治條文，因而遭到上議員反對，跨黨派的談判亦以失敗告終。同年12月的第二次大選後，國王佐治五世稱若法令遭到上議院否決，他將會冊封更多自由党貴族進入上院，使得保守黨失去優勢。最終上議院通過《國會法令》，及後國王御准通過。
法令導致上議院實際上完全喪失否决撥款法案的權力，也不再能夠否決公共法案，而是只能延遲生效最多兩年（《1949年國會法令》再將此限期縮短至一年）。國會的最長任期亦由7年減至5年。

## 背景

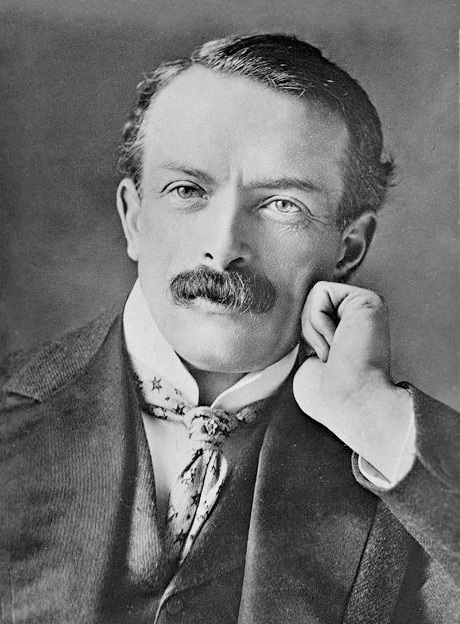
動議人民預算的財相大衛·勞合·喬治

《1911年國會法令》通過以前，君主冊封更多貴族是解決上議院和下議院之間的紛爭的唯一方法。安妮女王為通過烏得勒支和約，就曾在1713年冊封12名托利党貴族。威廉四世曾在時任首相格雷伯爵的請求下，威脅冊封多8名貴族入上議院，讓1832年改革法令能獲通過，最終上議院妥協放棄否決。上述的舉動令上議院會約定俗成的讓路予下議院，通過百姓支持的法案。以愛爾蘭政教分離為例，兩大政黨自19世紀30年代起就為著此議題而爭論不休，其中保守黨極力反對有關提案，最終在維多利亞女王干預和自由黨籍的格萊斯頓贏得1868年大選後，上議院在1869年通過有關法案。但如此一來，上議院可以要求知悉百姓是否支持某一議題，繼而推動舉行大選。
由於只有下議院有權決定君主可調用的資源，因此上議院不修訂撥款法案實乃大勢所趨。不過，鑑於兩院有同等的立法權力，所以上議院擁有財政措施否決權，只是上議院按傳統而沒有動用。報紙稅在1860年被廢除後，所有撥款法案整合成一份預算案。「捆綁式撥款」令上議院不能逐項表決，但否決整份預算案的觀感又是十分差劣。直到1909年，難看的事終於發生了。
自1886年自由黨分家後，上議院的保守黨及自由統一黨聯盟一直穩佔控制權。及後，獲大量民意支持的下議院多數黨自由黨嘗試推動社會福利重大改革後，兩院間的分歧逐漸浮現。1906年至1909年期間，多份重要法令先後被上議院否決或遭到大幅修訂，包括奧古斯丁·比盧動議的1906年教育法令。該法令原先希望平息四年前教育法令所引起的不信奉国教者不滿，但經上議院修訂後反而違背初衷，最終下議院需要否決議案。一系列事件導致英國下議院在1907年6月26日，通過自由黨籍首相亨利·甘貝爾-班納曼動議的決議案，表態認為要限制上議院的權力。1909年，上議院以75票對350票，否決財政大臣大衛·勞合·喬治動議的政府預算案（人民預算）。此舉被下議院視為「違反憲法且篡奪下議院權利」，上議院則提議舉行全國大選，作為「全民公投」，證明選民支持有關法案。自由黨政府最終在1910年1月舉行大選，不料議席大減，幸得愛爾蘭國會黨和工黨的支持而繼續執政。其中愛爾蘭國會黨眼見上院權力之大，或不利國會通過愛爾蘭自治法例，因而開始謀算如何令法例能順利通過。選後，政府重新動議預算案，下議院在4月27日表決通過。翌日，上議院在退讓下同意預算案，從而結束風波。

## 表決

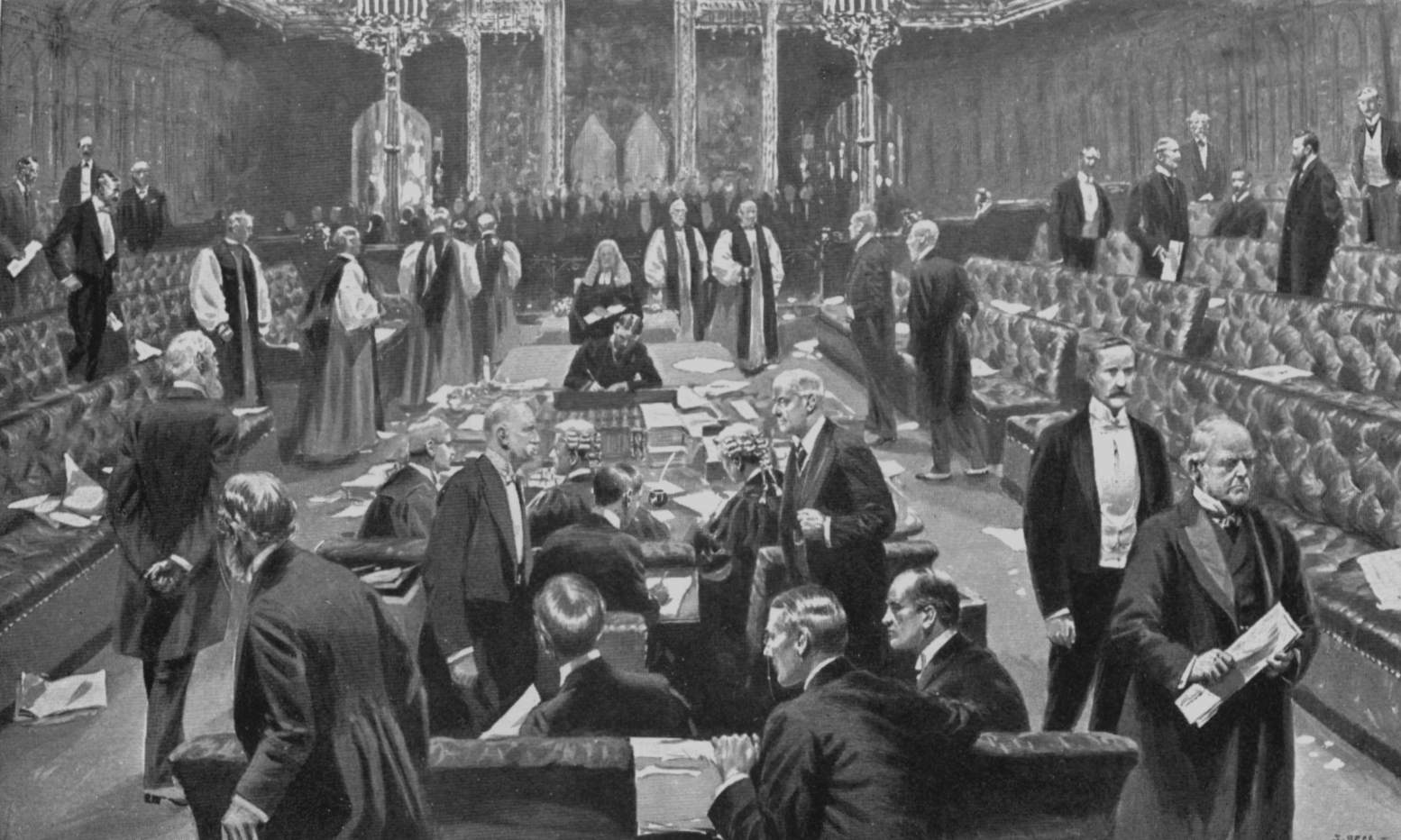
山姆·貝格描繪上議院通過《1911年國會法令》時的情況

人民預算獲通過後，上議院開始擔憂《國會法令》會否通過，尤其法令獲得愛爾蘭民族主義者的支持。6月16日至11月10日期間，自由黨政府和統一派反對黨先後舉行21次朝野對談。對話議題廣泛，包括初步協定兩院就具爭議議題舉行合院會議，而貴族出席人數將被限制，讓下議院能夠主持大局；除此之外也初步協定如何處理財政法案。不過愛爾蘭自治問題依舊是最大和最主要的爭議點，統一派尋求將自治問題視為不受《國會法令》約束的「憲制」議案。自由黨則認為自治問題不應撇除在外，只有與君主和英國國教有關的議案才可不受約束。11月10日，談判破裂。
政府威脅，若《國會法令》不獲通過的話，國會將被提請解散，但上議院立場堅定，因而令英廷決定二度解散國會。此舉動似乎不符爱德华七世的期望，不過他在同年5月駕崩，由新王乔治五世繼位。1910年12月，英國再舉行大選，但議席分佈依舊差不多。佐治五世被問到會否仿效過往冊封貴族的做法，他稱只會在議案被上院否決至少一次後才會干預。若實行的話，國王或將需要冊封超過400名自由黨貴族。兩院鴻溝仍然未能收窄，上議院通過的兩項修訂案遭到下議院否決，在野黨派亦無意退讓，令首相阿斯奎斯只好公開國王的旨意。最終上議院以131票贊成、114票反對，通過《國會法令》，可見到大批貴族棄權。

## 目錄
法令的八條條文分別為下：
1. 關於撥款法案的上議院權力
2. 關於撥款法案除外的上議院權力限制
3. 議長證明
4. 立法文句
5. 撇除臨時法令
6. 下議院目前權利和特權的保留
7. 國會會期時長
8. 簡稱

## 條文

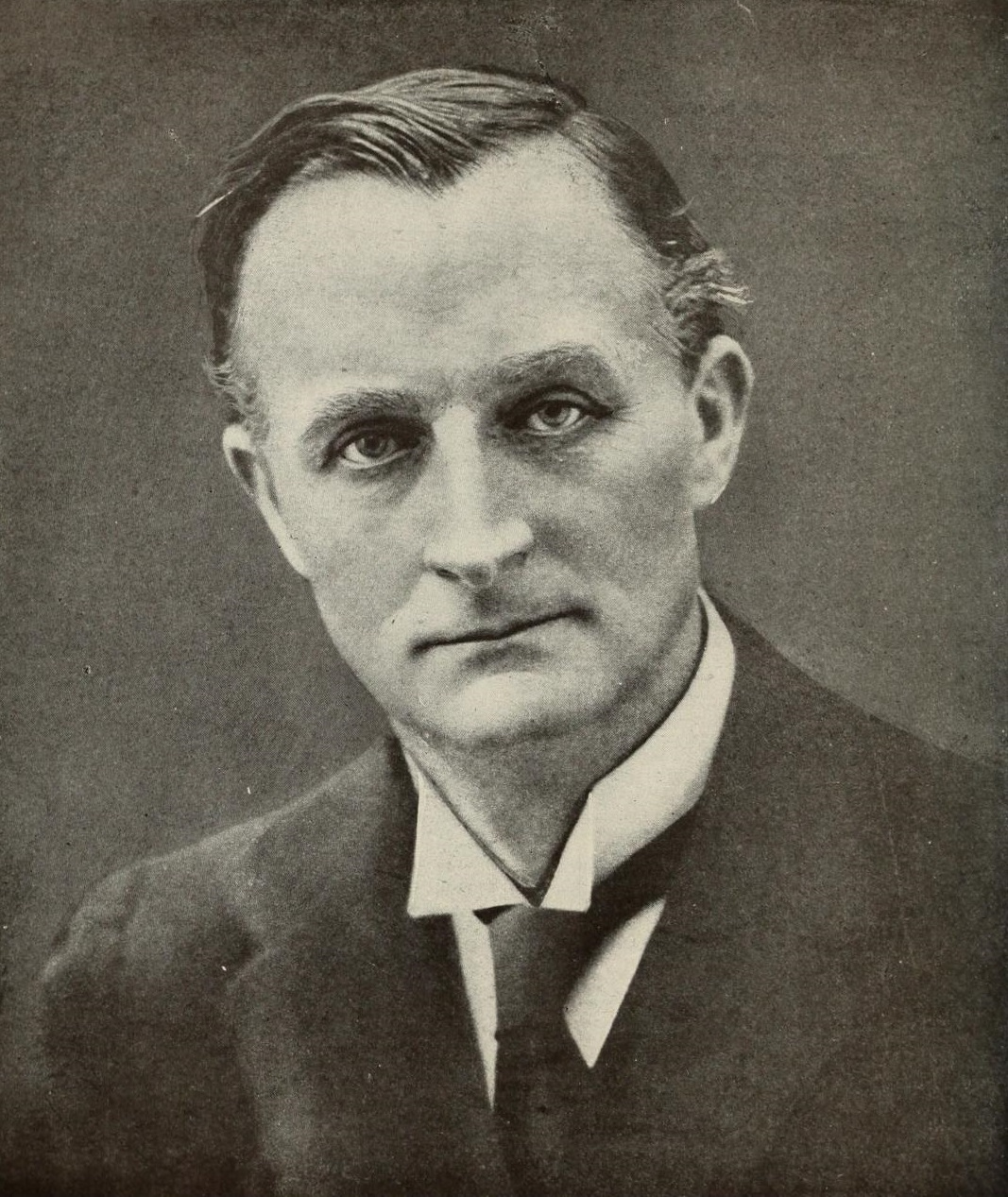
時任外相爱德华·格雷爵士

在內閣大臣爱德华·格雷爵士的要求下，法令弁言加入「擬以人民而非世襲制組成的第二議院取代現有的上議院，但此改變不能馬上落實」的字句。法令詳題為「一項就上議院有關下議院權力的規定以及限制國會屆期所訂定條文的法令」。第8條訂定本法簡稱為《1911年國會法令》。
法案亦嘗試將上下兩院之間的關係置於新基礎之上，不僅涵蓋撥款法案的問題，也為上議院繼續擁有的權力訂下新規。不過法令沒有修改上議院的組成。
上議院只能拖延撥款法案（即只包含條文的公共法案）一個月，當中撥款法案被定義為：
- 徵收、廢除、豁免、改動、或管理稅項
- 為償還債務或其他財政目的，而徵收綜合基金（英语：Consolidated Fund）或國會提供的資金的費用，又或更改或廢除有關費用
- 公款的供給、撥付、接收、保管、發放、或審計的賬目
- 籌集或擔保或償還任何貸款

但撥款法案並不包含任何形式的地方稅或類近稅項，甚至有部分財政法案並不觸及以上的定義。因此下議院議長需要透過「議長證明」來證明該法案為撥款法案。引入人頭稅的1988年地方政府財政法案正正不被證明為撥款法案，因而由上議院審議。雖然財政法案並不被視為撥款法案，但前者中有關稅務和支出的內容，按慣例都被視為撥款事務。
上議院也不能否決其餘公共法案，只可以拖延法案最多兩年，意味在國會會期第四或五年動議的公共法案可以延至下個會期處理。若然要再動議，則需重新走所有程序，實際上阻止了法案通過。條文也指出，如果法案連續在三個下議院會期獲得通過，又三度被上議院否決，就可直接呈給君主御准通過，但其中一條件是法案的首個會期二讀和第三個會期的三讀表決通過需要相距至少兩年。議長亦需證明法案滿足有關條件。《國會法令》對法案的修正案施加很大限制，以確保是同一個法案被否決兩次。《1911年國會法令》也確定，國會會期不能在沒有上議院的同意下延長。
根據《1716年七年屆期法令》，英國國會會期最多為7年，但《1911年國會法令》將限期縮短至5年，追溯至該會期伊始生效。另外，5年限期指的是「國會會期」，而非兩場大選之間的時間。例如2005年和2010年大選之間就相距五年零一日、1992年和1997年大選相距接近五年又一個月。縮短國會會期被視為反制衡獲授予更多權力的下議院。七年屆期法指出，所有國會在首相提請下由君主透過皇家特權而解散；此規定一度被規定國會需要依照法律才可解散的《2011年定期國會法令》廢除，但在《2022年解散與召集國會法令》中獲恢復。

## 結果
失去撥款法案否決權的上議院繼續提出修正案，並有數次獲得下議院通過，包括《1925年中國賠償法案》和《1947年近岸漁業法案》。另外，上議院的臨時否決權力仍然是制衡下議院立法權力的手法之一，包括1914年愛爾蘭政府法令。一戰和二戰爆發後，《國會法令》均有作修訂，容許1910年國會和1935年國會無需在5年後改選。
根據《國會法令》的條文，未經上議院同意的立法亦被視為主體法例，其重要性在積遜訴檢察總長一案中有所強調。當時入稟者質疑《1949年國會法令》的合法性，提出《1949年國會法令》乃根據《1911年國會法令》而通過，新法只是授權法例而非主體法例，至於《1911年國會法令》乃旨在授予下議院權力。若是如此，下議院就不能在未經上議院同意下自我授權。不過，上議院司法委員會裁定《1949年國會法令》是合法頒佈的，指出1911年的法令並非主要授權下議院，而是限制上議院否決立法的能力。是次判決亦暗示，透過《1911年國會法令》去提出廢除上議院，是可能會成功的。
愛爾蘭在1983年5月16日廢除此法案。

## 分析
《1911年國會法令》體現了英國憲法的精神，與其撰寫成文憲法去應對憲制危機，倒不如由國會透過一般立法渠道去解決危機。是次處理方法講求實際，同時避免未來要編纂不成文法例和重組整個政府的可能性。本法普遍被視為一則「憲制上重要」的成文法令，賦予國會和法院修改法例時的非正式優先權。
雖然法令取代了上議院角色的慣例，但同時也依賴其他的慣例。例如法令第1(1)條只能在上議院不動議撥款法案的情況下才可行；第2(1)條所規定的公共法案只可以在一個會期內完成所有程序才可行，否則法案將需重新動議。

### 案例
1. ↑  Jackson v Attorney General, UKHL 56, [2005] 4 All ER 1253.

### 引用
1. ↑   (PDF). 立法會秘書處. 2006-05-26  [2020-06-09]. （原始内容存档 (PDF)于2019-10-30） （中文（香港））.
2. ↑   (PDF). 立法會秘書處. 2000-04-11  [2020-06-09]. （原始内容存档 (PDF)于2019-10-30） （中文（香港））.
3. ↑  , , UK Statute Law Database,   [2020-04-08], （原始内容存档于2012-08-05）
4. 1 2 3 4 5 6  Bradley & Ewing 2007，第203頁.
5. ↑  Magnus 1964，第540頁.
6. ↑  Barnett 2002，第535頁.
7. 1 2 3  Keir 1938，第477頁.
8. 1 2 3 4 5 6  Jackson & Leopold 2001，第168頁.
9. ↑  Havighurst 1985，第89, 90頁.
10. ↑  McKechnie 1909.
11. ↑  Ensor 1952，第417頁.
12. ↑  Magnus 1964，第534頁.
13. ↑  Ensor 1952，第420頁.
14. 1 2  Ensor 1952，第422頁.
15. 1 2 3  Ensor 1952，第423頁.
16. ↑  Keir 1938，第477, 478頁.
17. 1 2 3 4 5  Bradley & Ewing 2007，第204頁.
18. 1 2  Keir 1938，第478頁.
19. ↑  Joint Committee 2002，Section 6.
20. ↑  Jackson & Leopold 2001，第169頁.
21. ↑   (PDF). （原始内容存档 (PDF)于2019-12-23） （英语）.
22. ↑  Ensor 1952，第419, 420頁.
23. ↑  . legislation.gov.uk.   [2011-09-25]. （原始内容存档于2011-08-29）.
24. ↑  . legislation.gov.uk.   [2011-09-25]. （原始内容存档于2012-08-04）.
25. ↑  Bradley & Ewing 2007，第27頁.
26. 1 2  Joint Committee 2002，Section 7.
27. ↑  . legislation.gov.uk.   [2011-09-25]. （原始内容存档于2011-10-08）.
28. 1 2  Barnett 2002，第536頁.
29. ↑  Barnett 2002，第494, 495頁.
30. ↑  Bradley & Ewing 2007，第205頁.
31. 1 2 3  Bradley & Ewing 2007，第68頁.
32. ↑  Bradley & Ewing 2007，第187, 188頁.
33. ↑  Norton, Lord. . The Norton View. 2016-10-08  [2020-04-14]. （原始内容存档于2020-04-06） （英语）.
34. ↑  . legislation.gov.uk（英语：legislation.gov.uk）. 2022-03-24.
35. ↑  Bradley & Ewing 2007，第153頁.
36. ↑  Bradley & Ewing 2007，第40頁.
37. ↑  Bradley & Ewing 2007，第57頁.
38. 1 2  Barnett & Jago 2011，第445頁.
39. ↑  Bradley & Ewing 2007，第74頁.
40. ↑  Book (eISB), electronic Irish Statute. . www.irishstatutebook.ie.   [2020-04-12]. （原始内容存档于2019-11-18） （英语）.
41. ↑  Bradley & Ewing 2007，第5, 6頁.
42. ↑  Bradley & Ewing 2007，第15, 16頁.
43. ↑  Jaconelli, Joseph. . Cambridge Law Journal. 2005, 64: 149. doi:10.1017/s0008197305006823.

### 書目
- Barnett, Hilaire.  3rd. London: Cavendish Pub Ltd. 2002. ISBN 978-1-85941-721-8.
- Barnett, Hilaire; Jago, Robert.  8th. New York: Taylor & Francis. 2011  [2020-04-08]. ISBN 978-0-415-57881-3. （原始内容存档于2021-01-11）.
- Bradley, A. W.; Ewing, K. D.  14th. Harlow, United Kingdom: Longman. 2007. ISBN 978-1-4058-1207-8.
- Ensor, R. C. K. . The Oxford History of England. Oxford: Clarendon Press. 1952. OCLC 5079147.
- Havighurst, Alfred F. . University of Chicago Press. 1985.
- Jackson, Paul; Leopold, Patricia.  8th. London: Sweet and Maxwell. 2001. ISBN 978-0-421-57480-9.
- Keir, David L. . London: A & C Black. 1938. OCLC 463283191.
- Magnus, Philip, , London: John Murray, 1964, ISBN 978-0140026580
- McKechnie, William Sharp. . Glasgow: James MacLehose and Sons. 1909.

## 延伸閱讀
- Blewett, Neal. "The franchise in the United Kingdom 1885–1918." Past & Present 32 (1965): 27–56.（页面存档备份，存于）
- Somervell, D.C. (1936). The Reign of King George V,   pp 17 – 28.

## 網絡資源
- 《國會法令》全文（页面存档备份，存于）
- 《國會法令》的封面（页面存档备份，存于）
- . parliament.co.uk. HMSO（英语：HMSO）. 2002  [2011-09-25]. （原始内容存档于2007-09-30）.
- . parliament.co.uk. 2000  [2020-04-08]. （原始内容存档于2021-01-11）.